# Ямашіта Томоюкі
Томоюкі Ямашіта (яп. 山下奉文; 8 листопада 1885, Осуґі, Японська імперія — 23 лютого 1946, Маніла, Філіппіни) — японський військовий і державний діяч, генерал Імперської армії Японії, військовий губернатор Філіппін, воєнний злочинець. Вважався одним із найбільш талановитих воєначальників Японії у Другій світовій війні. Командував проведенням наступальних операції японців в Південно-Східнії Азії протягом перших місяців війни, таких як Малайська операція та Сінгапурська оборона, зумів розбити британські війська й відкрити шлях до розширення кордонів імперії до Індії та Австралії. За досягнення надзвичайно швидкого успішного результату в Малайській операції та захоплення Сінгапуру за 70 днів, він отримав прізвисько Малайський тигр. Британський прем'єр-міністр Вінстон Черчилль називав захоплення Сингапуру під контроль Японської імперії "найгіршою катастрофою" та "найбільшою капітуліацією" в історії британської армії. Після цього був назначений керувати обороню Філіппін від наступу сил Союзників у пізніх етапах війни. Попри те що він не зміг зупинити наступ військ союзників, він зміг стримати частину Лусона до самої капітуліації Японії в серпні 1945 року. 
Під командуванням Ямашіти було вбито щонаймеше від 350,000 до 450,000 осіб. Ямашіта був відповідальним за різанину в Сук Чінгу, манільську різанину та інші військові зличини. 
Після війни, Ямашіта був засуджений за військові злочини вчинені солдатами під його командуванням під час японської оборони в окупованих Філіппінах в 1944. Ямашіта заперечувати про свої накази щодо цих військових злочинів та запевняв що не знав про їхні дії. Суд зрештою назвав його винним і він був старчений через повішення в лютому 1946 році. Принцип війського правила за яким вище військове командування несе відповідальність за військові злочини своїх підданих отримав назву – правило Ямашіти. 

## Початок кар'єри
Томоюкі Ямашіта народився 8 листопада 1885 року в селі Осуґі (сучасне містечко Отойо), що в префектурі Коті (острів Сікоку), в сім'ї сільського лікаря. Завершивши навчання у початковій і середній школах та вирішивши пов'язати життя з армією, вступив до Військової академії армії Японії. Випустився 1905 року, ставши шістнадцятим за успішністю з-поміж 920 кадетів та отримавши звання молодшого лейтенанта. 
У грудні 1908 року підвищений до лейтенанта. Брав участь у Першій світовій війни, служив у той період у провінції Шаньдун. У травні 1916 року став капітаном. Того ж року Ямашіта закінчив Вищу військову академію армії Японії. 

## Інтербелум
Одразу по завершенню війни відправився до Європи, де працював помічником військових аташе при посольствах у Берні та Берліні. Повернувшись додому у лютому 1922 року, отримав військове звання майора. Невдовзі почав працювати у Бюро з військових справ при Міністерстві армії, яке відповідало за скорочення та реформування армії шляхом її оптимізації та реорганізації. 
У серпні 1925 року Ямашіта став підполковником і був переведений до Генерального штабу Імперської армії, де безуспішно намагався втілити у життя стратегію скорочення чисельності армії. Крім того, стан речей почав погіршуватися після загострення протистояння між фракціями Тосейха та Кодоха. Томоюкі, який належав до другої та відігравав у ній вагому роль, вступив у конфронтацію із Хідекі Тодзьо та іншими авторитетними офіцерами. Унаслідок цього 1927 року його відправили до Відня на посаду військового аташе. Лише за три роки Ямашіта повернувся додому, отримавши військове звання полковника та прийнявши командування 3-м піхотним полком. 
У серпні 1934 року його було підвищено до генерал-майора. 
Після інциденту 26 лютого він, хоч і не брав участі у спробі перевороту, закликав до помилування усіх бунтівників, чим викликав гнів імператора Хірохіто. Через це Ямашіта вирішив піти у відставку, проте командування Генерального штабу відмовило його від цієї ідеї. Натомість Томоюкі відправився у відрядження до Кореї, де став командиром бригади. Саме тут він загартував свій характер і волю, посилив власну дисципліну, піднявши її до достатньо високого рівня. Фактично даний етап його життя мав надзвичайно великий вплив на майбутнє генерала, адже саме тут остаточно сформувалася його особистість. 

## Війна в Тихому океані

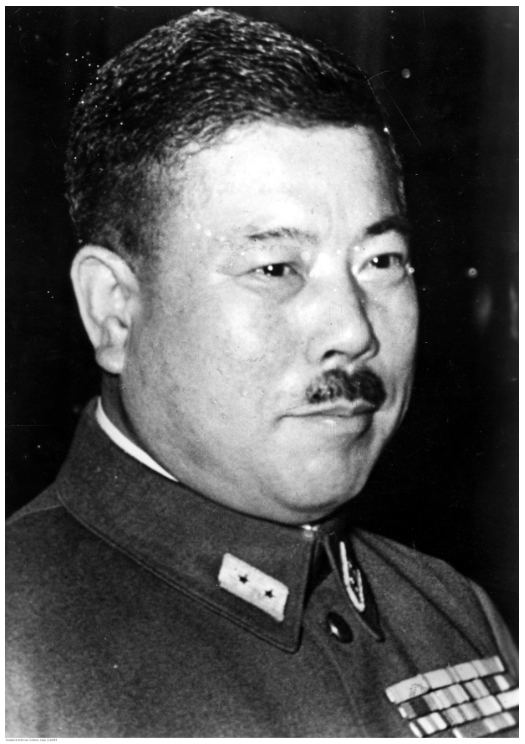
Томоюкі Мамашіта у званні генерал-лейтенанта

У листопаді 1937 року Ямашіта став генерал-лейтенантом. З початком війни у Китаї закликав до припинення ескалації конфлікту, рекомендував вищому командуванню зберегти союзні відносини з США та Британією. Проте його заклики проігнорували, а самого Ямашіту перевели на малозначну посаду у Квантунській армії. Однак уже за рік він очолив 4-у дивізію, яка брала участь у бойових діях проти китайців на півночі країни. Саме тут Томоюкі отримав свій перший бойовий досвід у ролі командувача військ.
У грудні 1940 року Ямашіта вкотре відправився до Європи, але цього разу він мав важливу місію. 16 червня 1941 року він особисто зустрівся з Адольфом Гітлером і Беніто Муссоліні. 
Протягом усього часу служби в армії Ямашіта постійно пропонував певні нововведення, серед яких були пропозиції щодо оптимізації авіаційного корпусу, збільшення рівня механізації армії, створення корпусу десантних військ, збільшення провоєнної пропаганди тощо. Проте всі вони негативно сприймалися вищим керівництвом. Хідекі Тодзьо, який на той час обіймав посаду міністра армії, не був зацікавлений у реалізації даних ідей генерал-лейтенанта, вважав їх непотрібними і занадто фінансово затратними.

### Малайська операція
6 листопада 1941 року Ямашіта став командиром 25-ї армії. Під час планування вторгнення в Британську Малаю він вирішив діяти шляхом здійснення висадки десанту на ворожу територію і будував усі подальші розрахунки навколо цього. Одначе Томоюкі розумів, що успіх даної авантюри залежатиме від рівня підтримки з боку авіації і флоту. Саме для цього він постійно контактував із віцеадміралом Дзісабуро Одзавою, чиї з'єднання саме діяли у відповідному секторі.
8 грудня Ямашіта розпочав вторгнення до Малаї. Його сили були на третину менш чисельними за ворожі, а тому генерал-лейтенант розумів, що єдиний шлях до перемоги полягав у блискавичності дій його військ. Ямашіта вважав, що лише так він дезорієнтує ворога до такого рівня, що той не зможе чинити належного опору й переможе, мінімізувавши втрати.

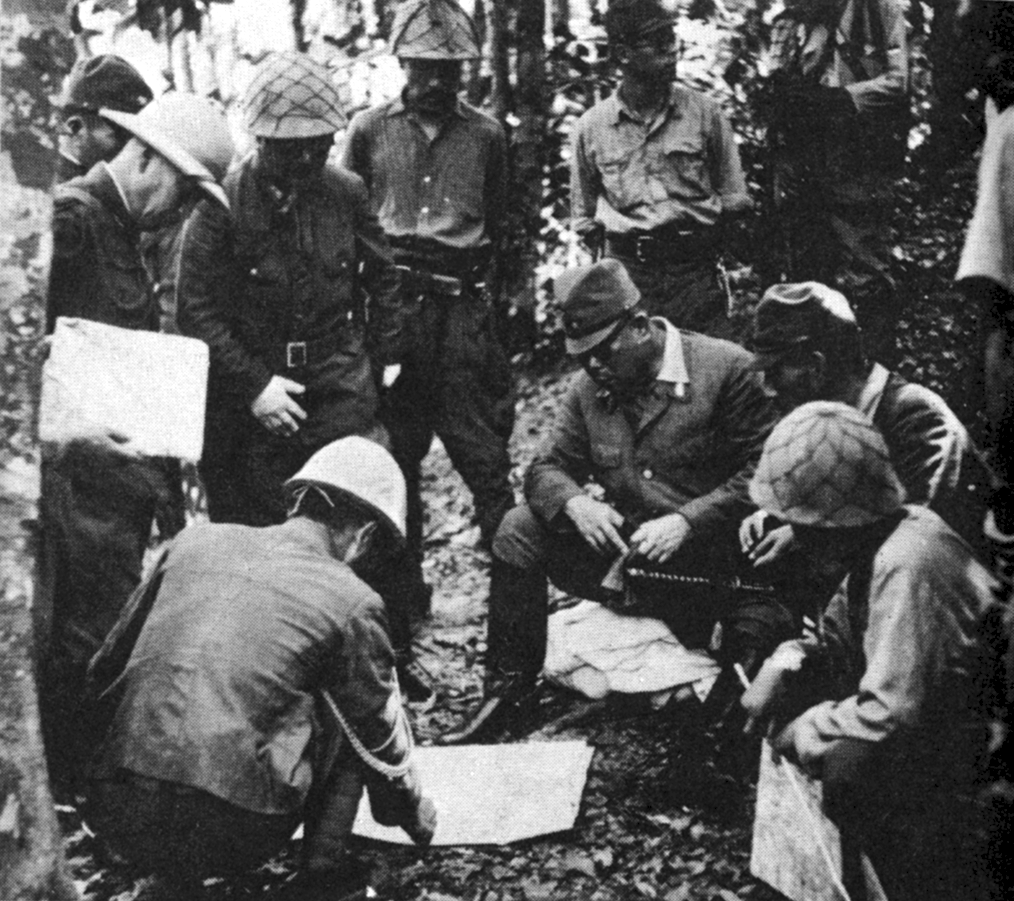
Ямашіта роздає вказівки солдатам під час Малайської операції

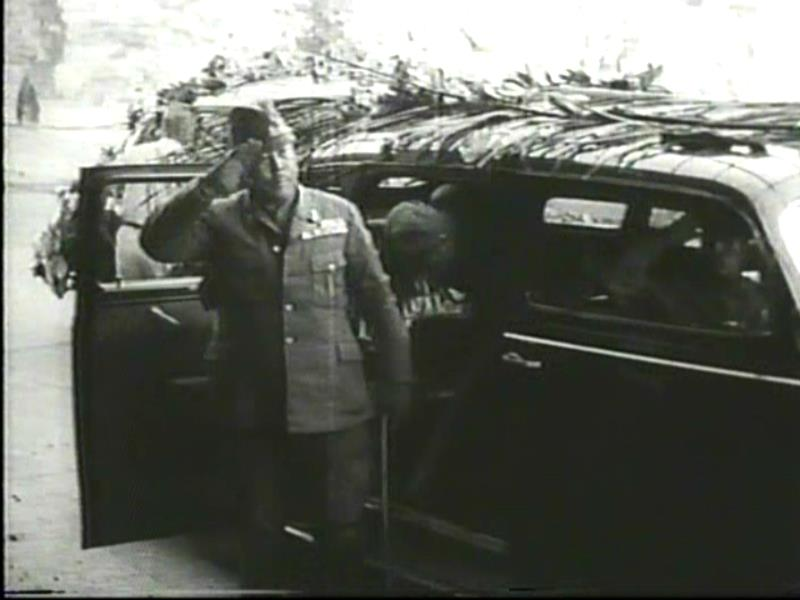
Томоюкі Ямашіта під час Малайської операції

Реалізація операції відбувалася за планом. Так частини, які мали здійснити десантну висадку на території Малаї, відправилися у море ще 6 грудня. Наступні два дні флот Одзави завдавав ударів по ворожих базах і відволік увагу британського З'єднання Z, яке несло велику загрозу для японських сухопутних військ на морі. Висадка почалася одночасно з атакою Об'єднаного флоту на Перл-Гарбор. З повітря десант прикривала авіація, які здійснювала нальоти з баз в окупованому Французькому Індокитаї. Британці, які не очікували подібного кроку з боку ворога, занадто пізно спробували завдати контрудар. Завдяки цьому Ямашіта зміг успішно провести висадку десанту в Кота-Бару і Сонгкхла у перший день проведення операції. Одразу після цього почався головний удар. 25-а армія наступала з Індокитаю та рухалася вздовж східного та західного побереж Малакки. Британці почали відходити на південь, щоб організувати там потужну оборону. Відступаючи, вони створювали штучні завали, проте це не створювало для Ямашіти великих проблем. Відхід головної маси військ прикривала 11-а індійська дивізія, проте її швидко розбили. Невдовзі після цього поразки зазнали й частини, які оборонялися на півдні. 31 січня 1941 року японці захопили Джохор-Бару, а решки британських частин відійшли на Сінгапур.
Так Ямашіта захопив усю Британську Малаю за 54 дні, втративши трішки більше ніж 5 тисяч осіб. Натомість британська армія втратила понад 50 тисяч осіб убитими, пораненими, зниклими безвісти та полоненими.
Для того, щоб запобігти військовій катастрофі, британці підірвали дамбу, яка сполучала острів Сінгапур із материком, а тому взяти його з ходу було неможливо. Генерал Персіваль, який відповідав за оборону, вирішив розташувати своїх підопічних вздовж усього берега, внаслідок чого чимало солдатів і офіцерів опинилися в місцях, на яких ставали прекрасними мішенями для японських снайперів та літаків. Крім того, таке розтягнення військ сприяло погіршенню комунікації між ними та зменшенню їхньої мобільності.  
Сам же Ямашіта нашвидкуруч готував нову висадку десанту, адже розвідка повідомляла, що чисельність і забезпечення ворога перебувають на вищомута кращому рівні, ніж очікувалося. Тому генерал-лейтенант цілком виправдано вважав, що лише нова блискавична атака зможе врятувати ситуацію. Його сили були втомлені не менше, ніж британські, хоча й перебували у стані морального та емоційного піднесення. Для того ж, щоб Персіваль не зміг вгадати, де саме буде здійснено десантування, і щоб ніхто з місцевих мешканців цього їм не повідомив, Томоюкі наказав відселити усіх жителів прибережної смуги на 1 милю вглиб Малакки. 1 лютого він розпорядився починати приготування до битви за Сінгапур. 

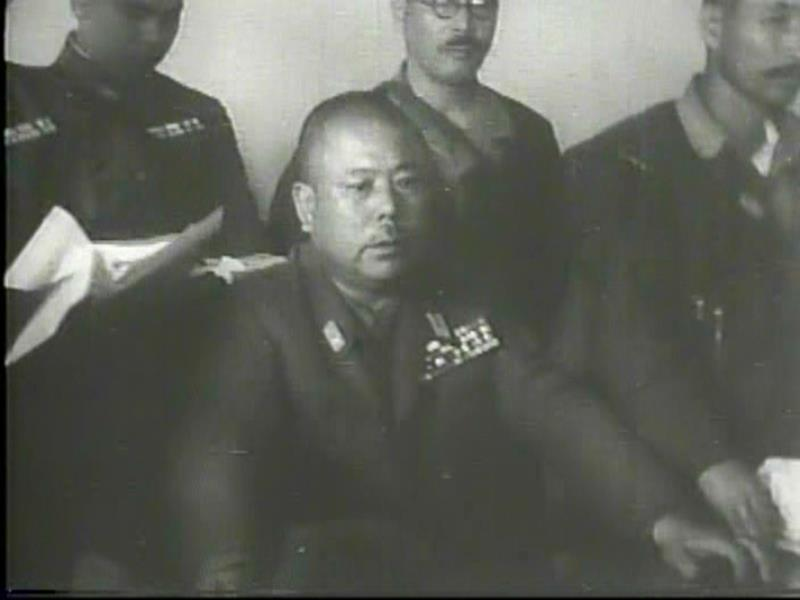
Ямашіта під час ведення переговорів із Персівалем щодо капітуляції

8 лютого почалася сама битва. Японці масово обстрілювали позиції ворога, не економлячи снаряди, хоча й не мали їх у великій кількості. Британцям же було наказано витрачати не більше 20 снарядів на день, адже Персіваль вважав, що це початок багатоденної артилерійської підготовки. Проте вже уночі з 8 на 9 лютого солдати Ямашіти здійснили десантування на острів. Прожектор, який мав освітлювати берег, не працював, адже було наказано берегти електроенергію. Мовчала й британська артилерія, адже вже використала денну норму снарядів. Тому японці застали ворога зненацька й зустрічали лише поодинокі випадки спротиву з боку австралійських військових, які обороняли західну частину острова. Вже зранку 9 лютого Ямашіта переніс свій штаб на Сінгапур. Склади зі зброєю та провіантом, а також найбільший аеродром перейшли до рук 25-ї армії фактично без бою. Вже наступного дня було форсовано Джохорську протоку і основні сили японців зайшли на острів Сінгапур. 
Персіваль вважав, що далі має відбутися ще одне десантування острова, проте цього разу на східній його частині, а тому не направляв підкріплення на інші ділянки фронту. Однак японці продовжували діяти саме на заході. Зібравши тут докупи всі свої частини, Ямашіта завдав точкового удару і прорвав оборону ворога, зайнявши Сінгапур всього лише за тиждень із моменту початку боїв. Так, маючи у своєму розпорядженні лише 36 тисяч осіб, він узяв у полон близько 80 тисяч британських солдатів.  
Ця перемога сприяла збільшенню популярності Томоюкі серед звичайних військових, які дали йому прізвисько Малайський тигр, а також означала перехід великої кількості британських володінь під контроль імперії. 

### Маньчжурія
17 липня 1942 року Ямашіту перевели до Маньчжурії, де він прийняв командування 1-ю армією, яка діяла на території Китаю. Офіційним приводом для цього став той факт, що Томоюкі під час виступу перед цивільним населенням Сінгапуру назвав усіх присутніх «громадянами Японської імперії», хоча офіційно уряд вважав, що мешканці захоплених британських колоній не можуть претендувати на привілеї японського громадянства. Також є думка, що Ямашіту перевели на цю ділянку фронту для підготовки вторгнення до СРСР у випадку, якщо німці зможуть захопити Сталінград. У лютому 1943 року Ямашіта отримав військове звання генерала.

### Філіппінська операція
26 вересня 1944 року прем'єр-міністр Тодзьо пішов у відставку і Ямашіта знову потрапив у милість до імператора. 10 жовтня його перевели на Філіппіни, де він обійняв посаду командувача 14-о фронту, який мав протидіяти американцям, та військового губернатора Філіппін. За десять днів десант союзників висадився на острові Лейте. 6 січня 1945 року 6-а армія США висадилася в затоці Лінгайєн та на Лусоні. 14-й фронт Ямашіти, хоч і був більшим у порівнянні з армією Макартура, проте фактично був розділений на три самостійні частини, які розташовувалися в різних частинах острова, а тому ефективно й оперативно керувати ним було надзвичайно складно. Через це Ямашіта був змушений відступити до гір Сьєрра-Мадре, наказавши солдатам покинути Манілу та всі ділянки острова, крім північної.

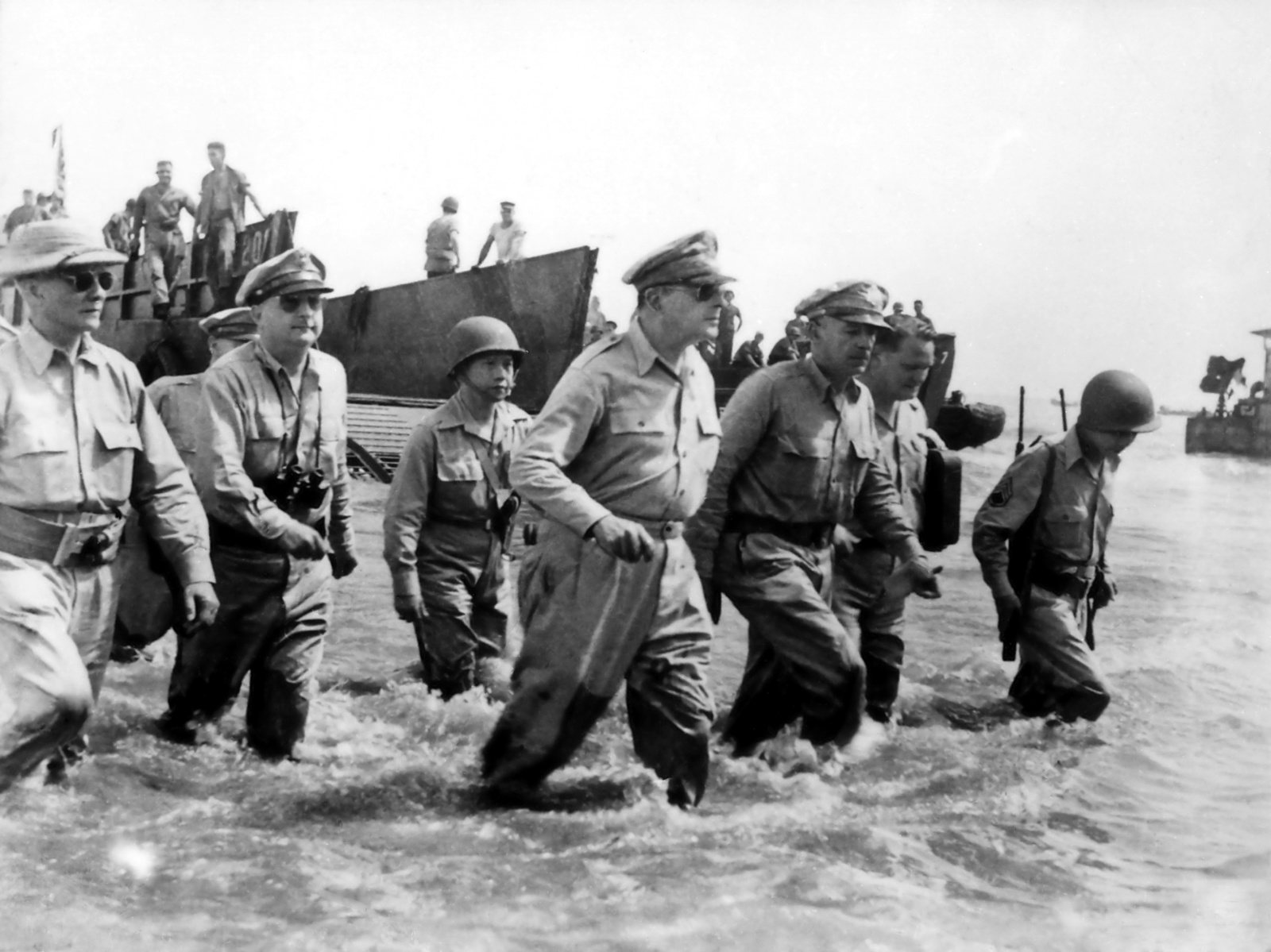
Дуглас Макартур повертається на Філіппіни

Проте тут відбувся жахливий інцидент. Відступаючи, Ямашіта не оголосив Манілу відкритим містом (як це зробив генерал Дуглас Макартур 1941 року). Цей статус означав, що у випадку відходу військ міські споруди повинні були залишатися цілими та неушкодженими, а ведення бойових дій усередині міста заборонялося. Проте, оскільки Томоюкі цього не зробив, невдовзі після відходу основних сил японські моряки знову увійшли до Маніли і влаштували тут справжнє поле бою. Вони засіли у будинках, адміністративних спорудах тощо, влаштували тут вогняні точки й у такий спосіб обстрілювали ворога. Позиційне протистояння тривало з 4 лютого до 3 березня, забрало життя понад 100 тисяч мирних жителів і перетворило Манілу в руїни.  

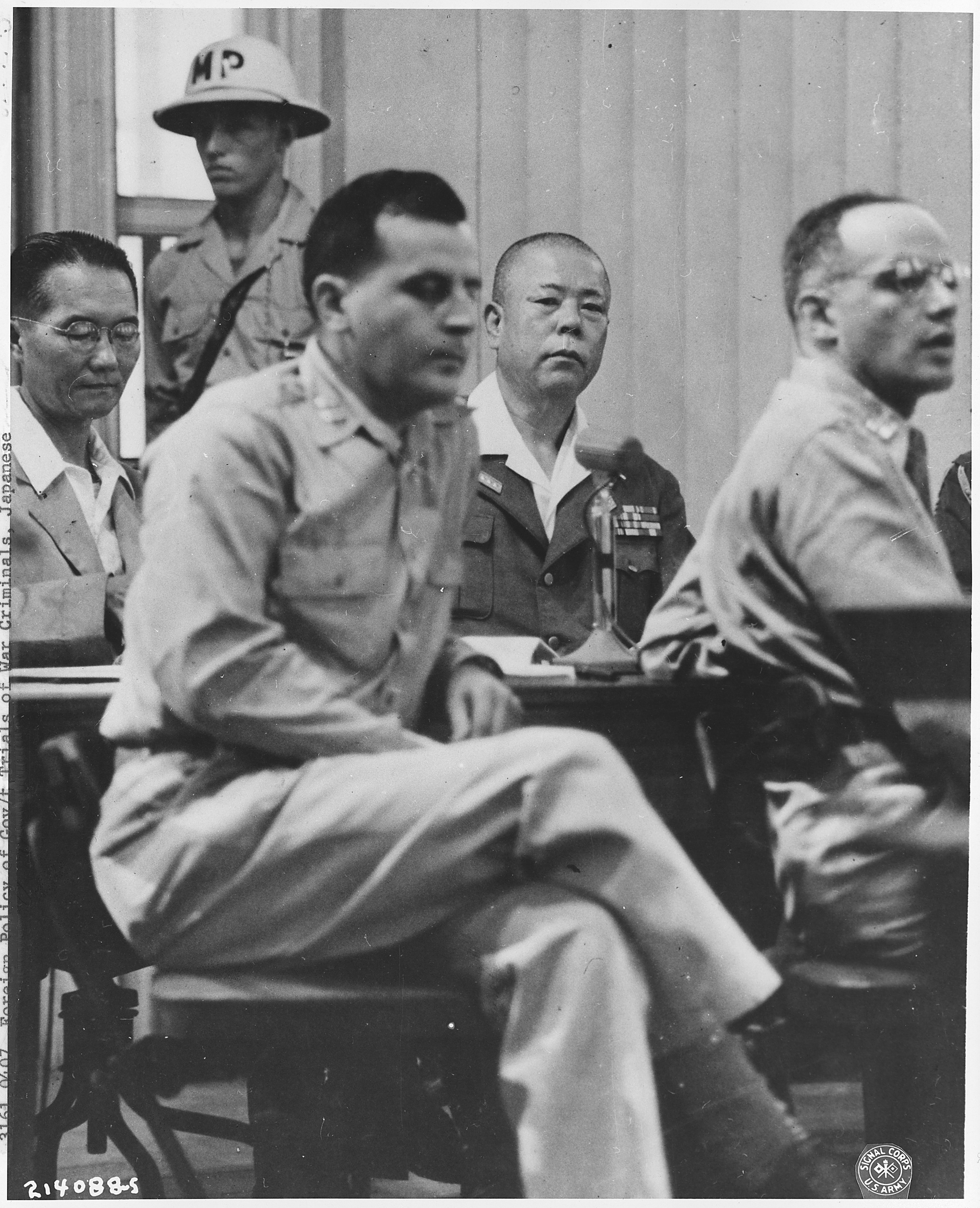
Ямашіта під час трибуналу

Ямашіта продовжував тягнути час. В його розпоряджені й надалі залишалося понад 250 тисяч військових і тепер його головною метою стало відтермінувати здачу Філіппін на якомога триваліший час. Чисельність його військ скоротилася уп'ятеро, але протягом майже півроку він продовжував вести позиційні бої в північній частині Лусона, зумівши частково заморозити протистояння та відтермінувати втрату Японієї Філіппінських островів. Розв'язка прийшла з капітуляцією Японії. Так 2 вересня 1945 року Ямашіта був змушений припинити бої і здався у полон американцям.

## Після війни
29 жовтня 1945 року почався судовий процес, який був покликаний покарати Ямашіту за воєнні злочини, пов'язані з перетворенням Маніли в руїни, масовими убивствами військовополонених, жорстоким поводженням з цивільним населенням тощо. 7 грудня 1945 року Ямашіту засудили до смертної кари через повішення. Стверджувалося, що Томоюкі фактично керував усією таємною поліцією, яка функціонувала на Філіппінах і мовчки дозволяв страчувати військовополонених і цивільних, адже проводити офіційні судові процеси над кожним було практично неможливо. Ця справа мала суперечливий характер і фактично стала прецедентом у міжнародному праві. Її результатом стало вироблення стандарту Ямашіти, за яким командир відповідає за воєнні злочини, вчинені його підопічними, коли знає про них і має реальну можливість їх зупинити, проте бездіє. 
Враховуючи, що солдати Ямашіти вчиняли воєнні злочини ще під час Малайської операції, убиваючи британських полонених, знущаючись із цивільних, грабуючи їх і здійснюючи масові каральні акції, проте генерал і тоді не намагався цьому завадити, винесений вирок став лише логічним завершенням жахливого ланцюжка подій. 
23 лютого 1946 року генерала Томоюкі Ямашіту стратили. 
З 1959 року він вшановується як шінтоїстське божество у святилищі Ясукуні (Токіо).

## Вислуга
- Молодший лейтенант (червень 1906)
- Лейтенант (грудень 1908)
- Капітан (травень 1916)
- Майор (лютий 1922)
- Підполковник (серпень 1925)
- Полковник (серпень 1929)
- Генерал-майор (серпень 1934)
- Генерал-лейтенант (листопад 1937)
- Генерал (лютий 1943)

## Нагороди

### Японська імперія
- Пам'ятна медаль вступу на престол імператора Тайсьо
- Військова медаль 1918-1920
- Медаль Перемоги
- Пам'ятна медаль вступу на престол імператора Сьова
- Медаль Китайського інциденту 1931
- Медаль Китайського інциденту 1937
- Нагрудний знак командира
- Орден Священного скарбу 2-го класу
- Орден Золотого шуліки 3-го і 1-го класу
- Орден Вранішнього Сонця 1-го класу (29 квітня 1940)
- Пам'ятна медаль «2600 років Японії»

### Маньчжурська держава
- Медаль національного фонду «Велика Маньчжурія»
- Пам'ятна медаль імператорського візиту в Японію

### Інші країни
- Великий почесний знак «За заслуги перед Австрійською Республікою» (1929)
- Орден Корони Румунії, командорський хрест з мечами (18 жовтня 1929)
- Орден Заслуг німецького орла 2-го ступеня (28 липня 1940)